# Liksom en herdinna
Fredmans epistel n:o 80 med början Liksom en herdinna är en herdedikt – eller en parodi på en sådan – i Fredmans epistlar av Carl Michael Bellman. Episteln bedöms vara skriven 1789 eller 1790. Melodin är inte känd från annat håll.
Första strofen är en parafras på dikten L'art poétique av Nicolas Boileau, där auktoriteten Boileau slår fast att en herdedikt ska vara enkel, utan konstlade manér. Bellmans visa börjar som en älsklig herdedikt helt enligt accepterad smak, för att bli alltmer konkret realistisk och sluta i en tydlig hänsyftning på Ulla Winblads och Mollbergs samlag. Bellman dedicerade episteln till skalden Kellgren, som 1778 avfärdat Bellmans alster som grova och osmakliga. 